# Космос-49
Ко́смос-49 («ДС-МГ» № 2) — советский научно-исследовательский спутник серии космических аппаратов «Космос» типа «ДС-МГ», запущенный для исследование магнитосферы и составления карты пространственного распределения магнитного поля Земли.

## История создания
В декабре 1959 года создается Межведомственный научно-технический совет по космическим исследованиям при Академии Наук СССР во главе с академиком М. В. Келдышем, на который возлагается разработка тематических планов по созданию космических аппаратов, выдача основных тематических заданий, научно-техническая координация работ по исследованию и освоению верхних слоев атмосферы и космического пространства, подготовка вопросов организации международного сотрудничества в космических исследованиях.
Членом Президиума Межведомственного научно-технического совета по космическим исследованиям утверждается М. К. Янгель. В области прикладных задач проведения подобных работ было поручено НИИ-4 Министерства обороны СССР.
В 1962 году в программу второй очереди пусков ракеты-носителя «63С1», были включены космические аппараты «ДС-А1», «ДС-П1», «ДС-МТ» и «ДС-МГ».
Первый пуск РН «63С1» второй очереди состоялся в мае 1963 года. Исследования приурочены к проходившему с 1 января 1964 года по 31 декабря 1965 года «Международному году спокойного Солнца» (МГСС).

## Особенности конструкции
Научный аппаратный комплекс космического аппарата «Космос-49» включал в себя:
Два протонных магнитометра «ПМ-4» для измерения магнитного поля Земли в составе:
- датчик «ПМ-4Д»;
- электронный блок «ПМ-4-Э»;
- компенсатор магнитных помех «ПМ-4-К»[5].

Бортовой радиотехнический комплекс:
- система радиоконтроля орбиты «Факел-МС»;
- радиотелеметрическая система «Трал-МСД»;
- аппаратура командной радиолинии «БКРЛ-2Д».

## Программа полёта КА «Космос-49»

### Запуск
Космический аппарат «Космос-49» был запущен 24 октября 1964 года ракета-носителем «63С1» со стартовой площадки «Маяк-2» космодрома Капустин Яр.

### Цель полёта
Постановщиком эксперимента был Институт земного магнетизма, ионосферы и распространения радиоволн АН СССР (ныне — ИЗМИРАН).
Назначением космического аппарата «Космос-49» было:
- Проведение глобальной съёмки магнитного поля Земли[7];
- Изучение магнитного поля Земли путём составления карты пространственного распределения магнитного поля[7];
- Уточнение гауссовских коэффициентов магнитного потенциала[5];
- Исследование векового хода магнитного поля Земли и его временных изменений в магнитоактивные периоды[7].

### Результаты эксперимента
Спутник проработал до 9 октября 1964 года.
В ходе миссии были получены следующие научные результаты:
- Осуществлены измерения магнитного поля Земли в диапазоне широт от 49° с. ш. до 49° ю. ш., в диапазоне высот от 270 до 403 км[8];
- Проведена абсолютная съёмка модуля магнитного поля Земли[8];
- Получены данные о возможности использования геомагнитного поля для определения ориентации космического аппарата[8];
- Получены доказательства простирания магнитных аномалий, связанных со строением и тектоникой земной коры, до высот низколетящих ИСЗ[8].

## Интересный факт
С помощью космических аппаратов «Космос-26» и «Космос-49» впервые в истории были получены следующие научные результаты:
- Проведена абсолютная съёмка модуля магнитного поля над 75 % поверхности Земли;
- Получены доказательства простирания магнитных аномалий, связанных со строением и тектоникой земной коры, до высот низколетящих ИСЗ.